# 弼雲洞
弼雲洞（ピルンどう、ピルンドン）は、ソウル特別市鐘路区にある法定洞である。行政洞である社稷洞の管轄下にある。北には楼上洞・楼下洞、東には体府洞・内資洞、南と西には社稷洞と接している。

## 洞名の由来
弼雲という地名は、弼雲台の名前から由来する。

## 歴史
朝鮮前期には漢城府の西部仁達坊管轄地域であり、1894年(高宗31年)の甲午改革で行政区域改編の際は、仁達坊内需司契都家洞、社稷洞契社稷洞、寿城宮契松木洞・都家洞・南征峴、分繕工契填井洞・弼雲台・亀洞が弼雲洞に該当する地域だった。
1914年4月の行政区域統廃合によって、都家洞、社稷洞、松木洞、填井洞、弼雲台、亀洞、大口都家洞などが統合されて弼雲洞となっており、同年9月、出張所制度新設で京城府西部出張所弼雲洞になった。1936年4月、洞名が日本式地名である弼雲町となっており、1943年4月、区制の実施により、鐘路区弼雲町になった。1946年、大日本帝国の残滓の清算の一環で、町が洞に変わるとき弼雲洞になった。

## 名所
コブッコル（別名、亀洞）、南征洞、都家洞、大口都家洞、松木洞などの昔の村があった。コブッコルは亀の形のコブクパウィが、南征洞は南征門が、都家洞は物を製造・販売する問屋が、大口都家洞はタラを売る問屋が、松木洞（別名、ソナムッコル）は松が多かったということから名称が付けられた。
楼上洞、楼下洞、玉仁洞一帯を含めた地域に仁慶宮があった。仁慶宮は1676年（光海君9年）から1682年に建てられていたが、仁祖反正により中断した。1692年（仁祖11年）に一部を撤去して昌慶宮（史跡123）の建設に使用しており、残りの殿閣は、孝宗まで残っていたが、粛宗と英祖の際になくなってしまって民家が立て込んだ。12番地には、大韓帝国当時宮内府大臣を歴任した沈相源の屋敷跡がある。
教育機関には培花女子大学、培花女子高等学校、培花女子中学校、梅洞小学校などがある。記念館では陸英修女史記念館があり、社会福祉施設では1997年に設立された阿那律の家がある。